# Synagoge (Altenkunstadt)

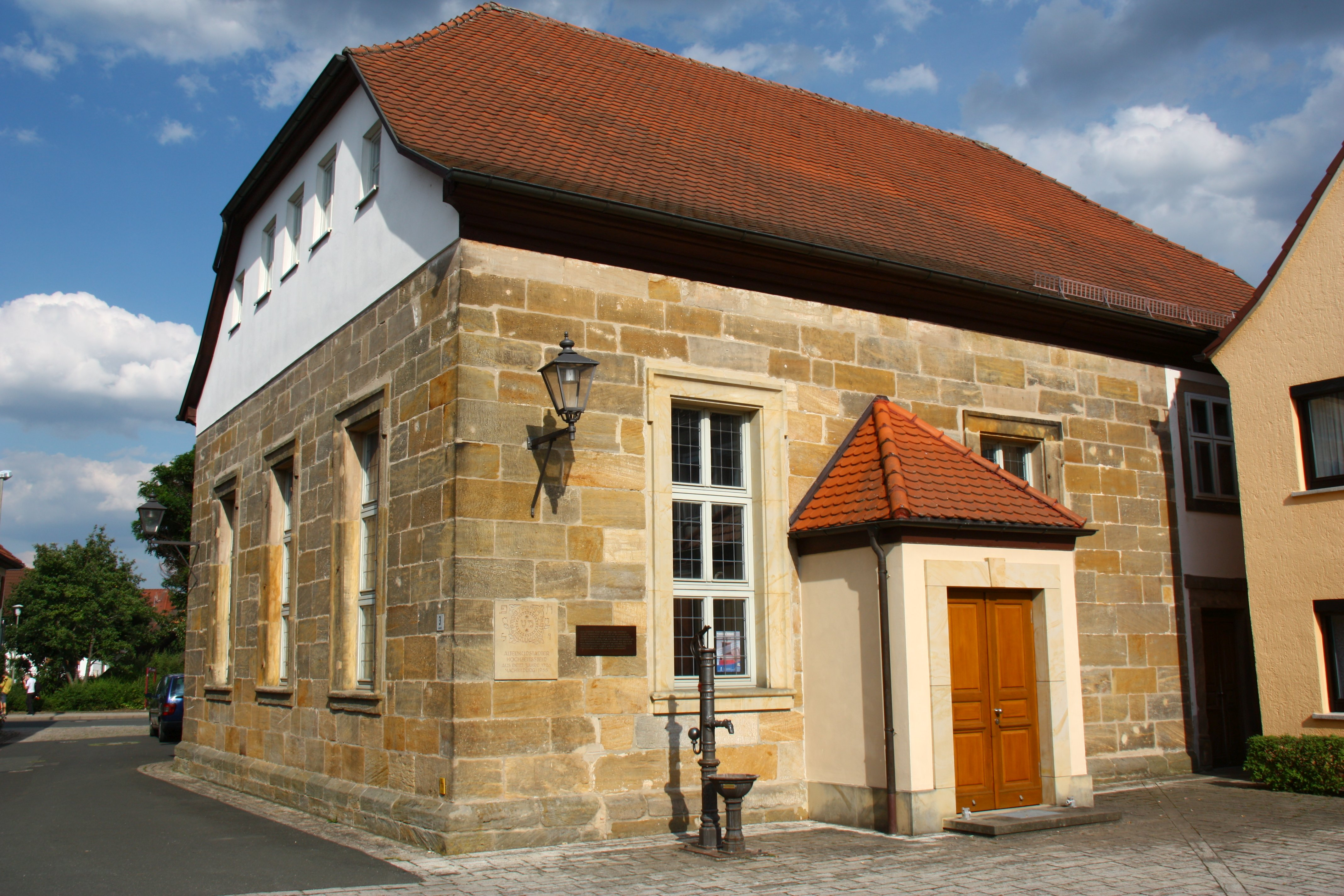
Synagoge in Altenkunstadt

Die Synagoge in Altenkunstadt, einer Gemeinde am Obermain im oberfränkischen Landkreis Lichtenfels in Bayern, wurde 1726 errichtet. Die profanierte Synagoge am Judenhof 3 ist ein geschütztes Baudenkmal.

## Geschichte
Die Synagoge wurde in ihrer heutigen Form als Sandsteinquaderbau im Jahr 1726 errichtet. Die Jahreszahl der Erbauung der Synagoge wurde auf dem Hochzeitsstein verewigt. Eine Nachbildung dieses ehemals 64 × 42 cm großen Hochzeitssteines wurde um 1990 an der Südwestfassade des Gebäudes neben dem Eingang angebracht, da der alte bis zur Unkenntlichkeit verwittert war. Die Lage der Synagoge im Judenhof, in einer kleinen Stichstraße neben der Hauptstraße, ist durch zeitgenössische Vorschriften zu erklären, nach denen bis ins 18. Jahrhundert Synagogen niemals im Ortskern und an Straßen stehen durften, an denen Prozessionen vorbeiführten. Konflikte zwischen Juden und Christen sollten somit verhindert werden.
Beim Novemberpogrom 1938 wurden die Inneneinrichtung und die Kultgeräte von SA-Mitgliedern unter Führung des NSDAP-Kreisleiters Lorenz Kraus zerstört. Die Synagoge blieb erhalten und ging 1939 in den Besitz der politischen Gemeinde über. Während des Zweiten Weltkrieges diente das Gebäude als Unterkunft für Kriegsgefangene.
Nach einer mehrjährigen Nutzung als Lagerraum für das Wasserwerk wurde das Synagogengebäude von 1989 bis 1993 umfassend restauriert und als Museum und kulturelle Begegnungsstätte eingerichtet. Auf der Frauenempore erinnert eine Dauerausstellung an die Geschichte der Juden im oberen Maintal.

## Geniza
Bei der Renovierung fand man auf dem Dachboden der ehemaligen Synagoge eine Geniza, deren ältestes Fragment (ein in Venedig gedruckter Bibelkommentar) aus dem Jahre 1566 stammt.